# Team Cornix
Das Team Cornix war ein ungarisches Radsportteam.
Die Mannschaft wurde 2007 gegründet und nahm in diesem Jahr an der UCI Europe Tour als Continental Team teil. Manager war Sandro Lerici, der von seinem Sportlichen Leiter Robert Reder unterstützt wurde.

## Saison 2007

### Erfolge in der Europe Tour
| Datum   | Rennen                             | Fahrer           |
| ------- | ---------------------------------- | ---------------- |
| 1. Juli | Ungarische Straßenradmeisterschaft | Bálint Szeghalmi |

## Team 2007
| Name             | Geburtstag         | Nationalität | Team 2008                          |
| ---------------- | ------------------ | ------------ | ---------------------------------- |
| Attila Árvai     | 3. September 1974  | Ungarn       | P-Nívó Betonexpressz 2000 Corratec |
| Andras Berkesi   | 28. August 1975    | Ungarn       |                                    |
| Zoltan Csomor    | 21. April 1981     | Ungarn       | Katay Cycling Team                 |
| Peter Fegyver    | 19. Dezember 1981  | Ungarn       |                                    |
| Varjas Istvan    | 18. März 1971      | Ungarn       |                                    |
| Endre Ivanics    | 9. September 1980  | Ungarn       |                                    |
| Gergely Ivanics  | 8. April 1978      | Ungarn       | P-Nívó Betonexpressz 2000 Corratec |
| Gergely Kiss     | 6. März 1981       | Ungarn       |                                    |
| Peter Legradi    | 25. September 1977 | Ungarn       | Katay Cycling Team                 |
| Roland Rigó      | 14. Februar 1982   | Ungarn       |                                    |
| Bálint Szeghalmi | 16. September 1980 | Ungarn       | Cinelli-OPD                        |